# Johnston (carattere)

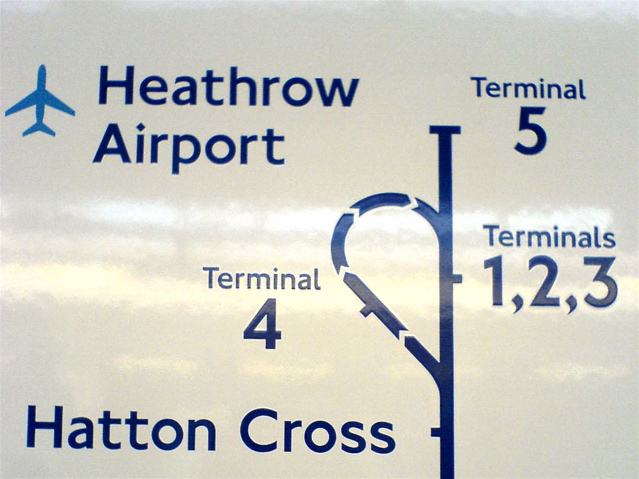
Dettaglio di una mappa della metropolitana di Londra all'aeroporto di Heathrow (linea Piccadilly).

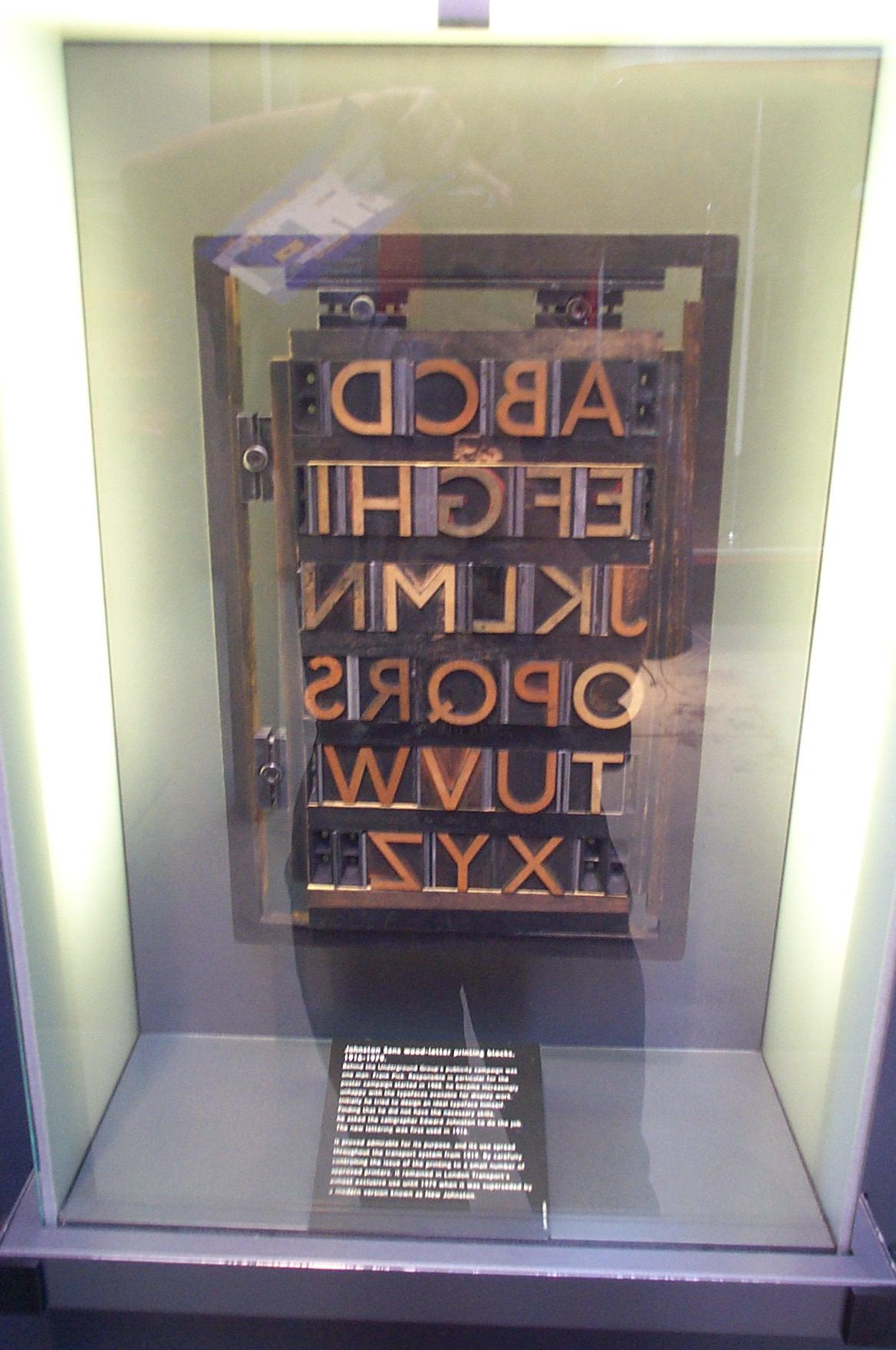
I caratteri Johnston

Johnston (o Johnston Sans) è un carattere tipografico senza grazie progettato da Edward Johnston. È noto per essere il carattere utilizzato dalla Transport for London.
Anche l'ex studente di Johnston Eric Gill ha lavorato allo sviluppo del carattere, che influenzerà il suo carattere Gill Sans, prodotto tra il 1928 e il 1932.

## Proprietà
Le proprietà del carattere sono le lettere o perfettamente circolari e l'uso di un quadrato disposto diagonalmente per il punto delle lettere i e j minuscole e per il punto fermo. Anche la virgola, l'apostrofo e gli altri segni di interpunzione sono basati sul quadrato diagonale.
Le maiuscole sono basate sulle maiuscole quadre dell'Impero Romano e le minuscole sul corsivo umanista, in uso nella scrittura amanuense nell'Italia del XV secolo. Segna un momento di discontinuità con i sans-serif usati in precedenza basati sul Grotesque, che posseggono forme più quadrate.

## Storia
Il carattere fu commissionato nel 1913 da Frank Pick, dirigente commerciale della Underground Electric Railways Company of London (nota anche The Underground Group), come parte della sua strategia per rinforzare la corporate identity della società. Fu adottato nel 1916. Pick indicò a Johnston di volere un carattere che rendesse difficile confondere i poster dell'Underground Group con quelli delle pubblicità ed essere semplice e moderno.
Nel 1933 The Underground Group fu assorbito dalla London Passenger Transport Board e il carattere fu adottato come parte del marchio.
Il carattere fu inizialmente chiamato "Underground", divenne poi noto come "Johnston's Railway Type" e infine semplicemente come "Johnston". Ne esistono due pesi: normale e grassetto. Il grassetto non ha le minuscole.

### New Johnston
Il carattere è stato ridisegnato nel 1979 da Eiichi Kono presso Banks & Miles nel New Johnston, la variante del carattere originale usata dalla metropolitana di Londra. La nuova variante è leggermente più pesante dell'originale e ne esiste anche un peso light.
Un'ulteriore modifica è avvenuta nel 2008: Transport for London ha rimosso le grazie dal carattere "1" e ha modificato il carattere "4"; entrambi sono stati ripristinati al loro aspetto originario.

### Johnston Delf Smith

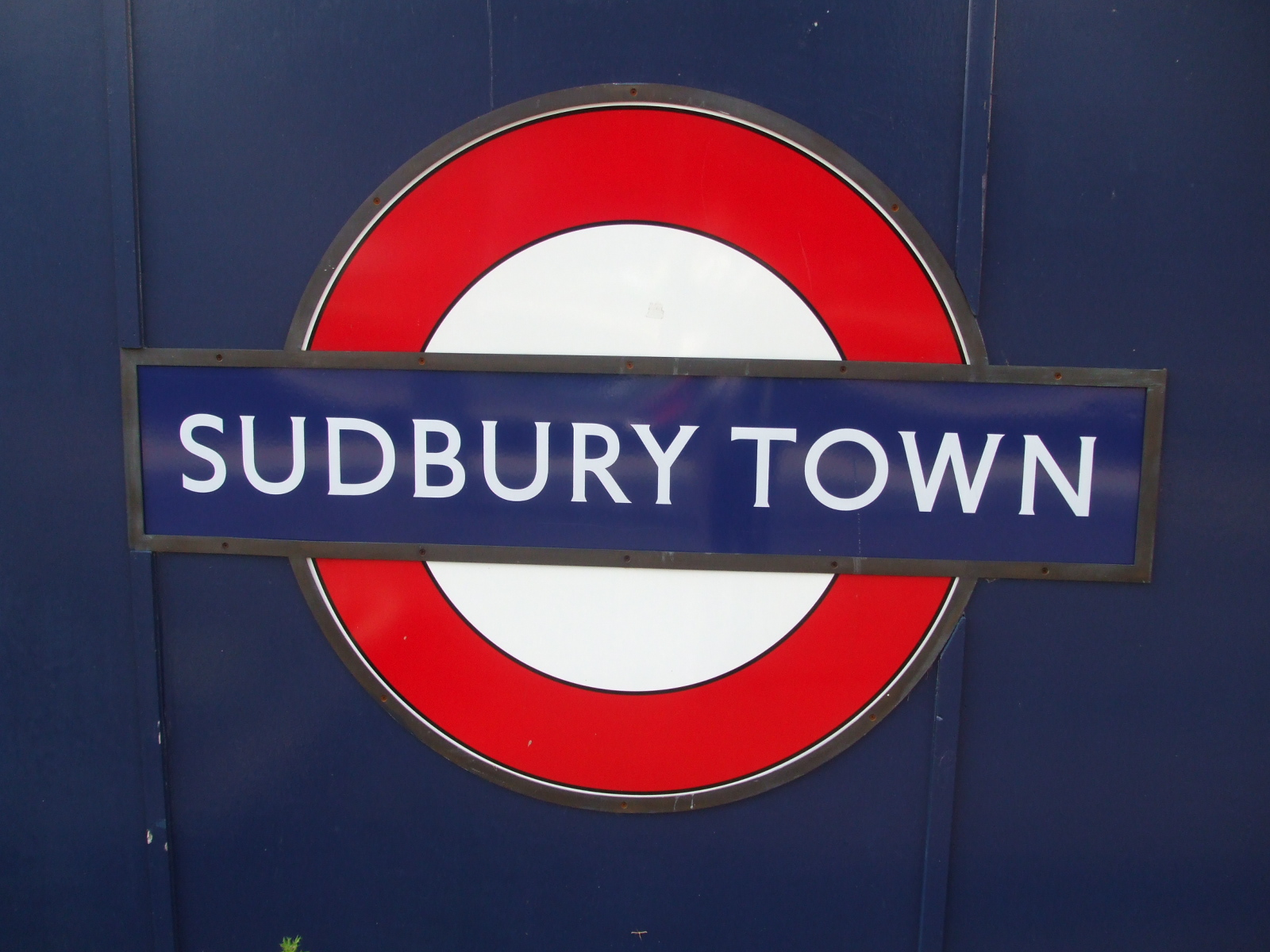
La variante petit-serif del carattere, presso la stazione di Sudbury Town della metropolitana di Londra

Il carattere è stato disegnato negli anni 1920 da Percy Delf Smith (un altro ex allievo di Johnston), sulla richiesta di Frank Pick di una variante petit-serif del carattere sans-serif standard adottato dall'azienda. Il carattere è stato impiegato originariamente per il quartier generale della società a Londra, 55 Broadway, SW1. Può essere ancora visto nella segnaletica delle stazioni di Sudbury Town e di Arnos Grove sulla linea Piccadilly della metropolitana di Londra.

## ITC Johnston
International Typeface Corporation ne ha pubblicata una variante nel 1999 chiamata ITC Johnston, disegnata dai britannici Richard Dawson e Dave Farey avente i tre pesi del New Johnston.
Nel novembre 2002 il carattere è stato pubblicato nel formato OpenType, che ha inoltre aggiunto le varianti italic a tutti i pesi. Il set di caratteri è stato inoltre espanso allo standard ISO Adobe 2.
Una versione "Pro" pubblicata nel marzo 2009 include il supporto ai caratteri Adobe CE.

## P22

### Johnston Underground
Nel 1997 il London Transport Museum ha dato licenza esclusiva sul carattere Johnston originale alla P22 Type Foundry, che l'ha commercializzato come "Johnston Underground".
Successivamente la P22 ne ha creato una versione chiamata "Underground Pro" (o "P22 Underground Pro") che estende il set di caratteri anche al latino esteso, al cirillico e al greco e rende il carattere disponibile in sei pesi e undici varianti stilistiche.

## Utilizzi
Nella metropolitana di Londra è usato per le mappe, le targhe e la segnaletica, nonché per molte delle pubblicazioni aziendali della società che la gestisce.

## Caratteri simili
- Gill Sans